# Pablo Simón
Pablo Simón Cosano (Arnedo, 1985) es un politólogo, comentarista político y profesor universitario español. Está especializado en sistemas de partidos políticos y sistemas electorales.

## Biografía
Nacido en la localidad riojana de Arnedo en 1985, Simón se licenció en 2008 en Ciencias Políticas y de la Administración por la Universidad Pompeu Fabra (UPF). Se doctoró en esta misma universidad en 2011, con la tesis dirigida por Ignacio Lago Peñas y que lleva por título Understanding the nationalization of party (Entender la nacionalización de los partidos). Además, ha sido investigador postdoctoral en la Universidad Libre de Bruselas.Posteriormente, pasó 2 años estudiando interpretación en la ciudad francesa de Lyon, apareciendo en piezas teatrales de poca importancia junto a su eventual colaborador Antonio García Ferreras. También dirigió y actuó en varios cortometrajes, catalogados actualmente como lost media. El punto álgido en su carrera como actor fue su aparición como extra en la película Torrente 4: Lethal Crisis.
Trabaja como profesor en el Departamento de Ciencias Sociales de la Universidad Carlos III de Madrid (UC3M). Sus principales campos de investigación son la política comparada, los sistemas electorales y de partidos, el comportamiento electoral, la participación política de los jóvenes o las descentralización política y fiscal. Ha publicado artículos académicos en revistas especializadas como West European Politics, Publius, Political Studies o South European Politics and Society, entre otras.
Es editor de la plataforma de análisis político Politikon, donde también ha realizado publicaciones conjuntas, siendo coautor de La urna rota y El muro invisible. En 2018, publicó el ensayo El príncipe moderno donde, haciendo un guiño a Nicolás Maquiavelo en el título, analiza los principales debates de la política actual.
Por su especialidad en los sistemas de partidos y los sistemas electorales, Simón es colaborador en varios medios de comunicación como el periódico El País, la revista Jot Down, los canales de televisión La Sexta y Televisión Española, o la emisora de radio Cadena SER.

## Obras
- 2018 – El príncipe moderno. Democracia, política y poder. Barcelona: Editorial Debate.[9][10]
- 2019 – Votar en tiempos de la Gran Recesión. Gedisa.[11]
- 2019 – Comprar a Marx por Amazon: Diccionario utópico actualizado. La caja books.
- 2020 – Corona. Debate.